# Peter Eriksson (politiker)
Lars-Johan Peter Eriksson, född 3 augusti 1958 i Säby församling, Jönköpings län, är en svensk politiker (miljöpartist). Han var språkrör för Miljöpartiet de gröna mellan 2002 och 2011 tillsammans med Maria Wetterstrand. Eriksson var riksdagsledamot 1994–1998 och 2002–2014, kommunalråd i Kalix kommun 1999–2004, ledamot av Europaparlamentet 2014–2016, bostads- och digitaliseringsminister 2016–2019 samt biståndsminister 2019–2020.

## Bakgrund
Peter Eriksson föddes i Tranås i Småland som son till varuhuschefen Allan Eriksson och restaurangarbetaren Ulla-Berith Svensson. Han växte upp i sörmländska Strängnäs, där han gick i grund- och gymnasieskola. På fritiden spelade han fotboll i IK Viljan. Eriksson studerade till gymnasielärare i samhällskunskap och ekonomi vid Uppsala universitet och avlade examen 1983. Han arbetade sedan som lärare i grund- och gymnasieskolan under några år.
Senare flyttade Eriksson till Norrbotten och det var först då han på allvar började engagera sig i politiken. Han är gift, har två barn och är bosatt i Kalix.

## Politisk karriär
Efter att ha sytt ihop en sjupartikoalition efter valet 1998 blev Peter Eriksson kommunalråd i Kalix kommun och lämnade riksdagen. Peter Eriksson blev då även Miljöpartiets första ordförande i kommunstyrelsen någonsin. Under tiden som kommunstyrelseordförande i Kalix var han pådrivande för ett antal demokratiprojekt i kommunen, där bland annat e-folkomröstningar och kommunala rådslag genomfördes. I 2002 års val till Kalix kommunfullmäktige gjorde Miljöpartiet de gröna sitt bästa resultat i ett kommunalval någonsin – partiet fick 43,7 procent av rösterna.
Efter stor turbulens i samband med dåliga opinionssiffror för Miljöpartiet ställde Eriksson upp som språkrör vid kongressen i maj 2002, en kandidatur som offentliggjordes bara en dag innan själva valet skedde. Eriksson vann språkrörsvalet över Carl Schlyter och tillträdde som språkrör tillsammans med Maria Wetterstrand. Vid valet samma höst blev han åter riksdagsledamot.
Eriksson har varit ledamot av riksdagens konstitutionsutskott 1994–1998, EU-nämnd 1997–1998 och finansutskott 1998. Efter riksdagsvalet 2010 blev han ordförande i konstitutionsutskottet och ledamot i Riksbanksfullmäktige.
Han valdes i valet 2014 till ledamot av Europaparlamentet och lämnade därmed sin plats i riksdagen. I Europaparlamentet var Eriksson ledamot av utskottet för industrifrågor, forskning och energi och suppleant i utskottet för jordbruk och landsbygdens utveckling.

### Statsråd
I samband med att regeringen Löfven I ombildades den 25 maj 2016, till följd av att Åsa Romson och Mehmet Kaplan avgått som ministrar, tillträdde Peter Eriksson som bostads- och digitaliseringsminister och lämnade därför sitt uppdrag som EU-parlamentariker. När regeringen Löfven II tillträdde i januari 2019 utsågs Eriksson till Sveriges biståndsminister med placering på Utrikesdepartementet. I december 2020 meddelade han sin avgång.

## Utmärkelser
- Storkors av Isländska falkorden, 17 januari 2018.[12]
- Storkors av Italienska republikens förtjänstorden, 14 januari 2019.[13]